# Niedźwiedź w kulturze

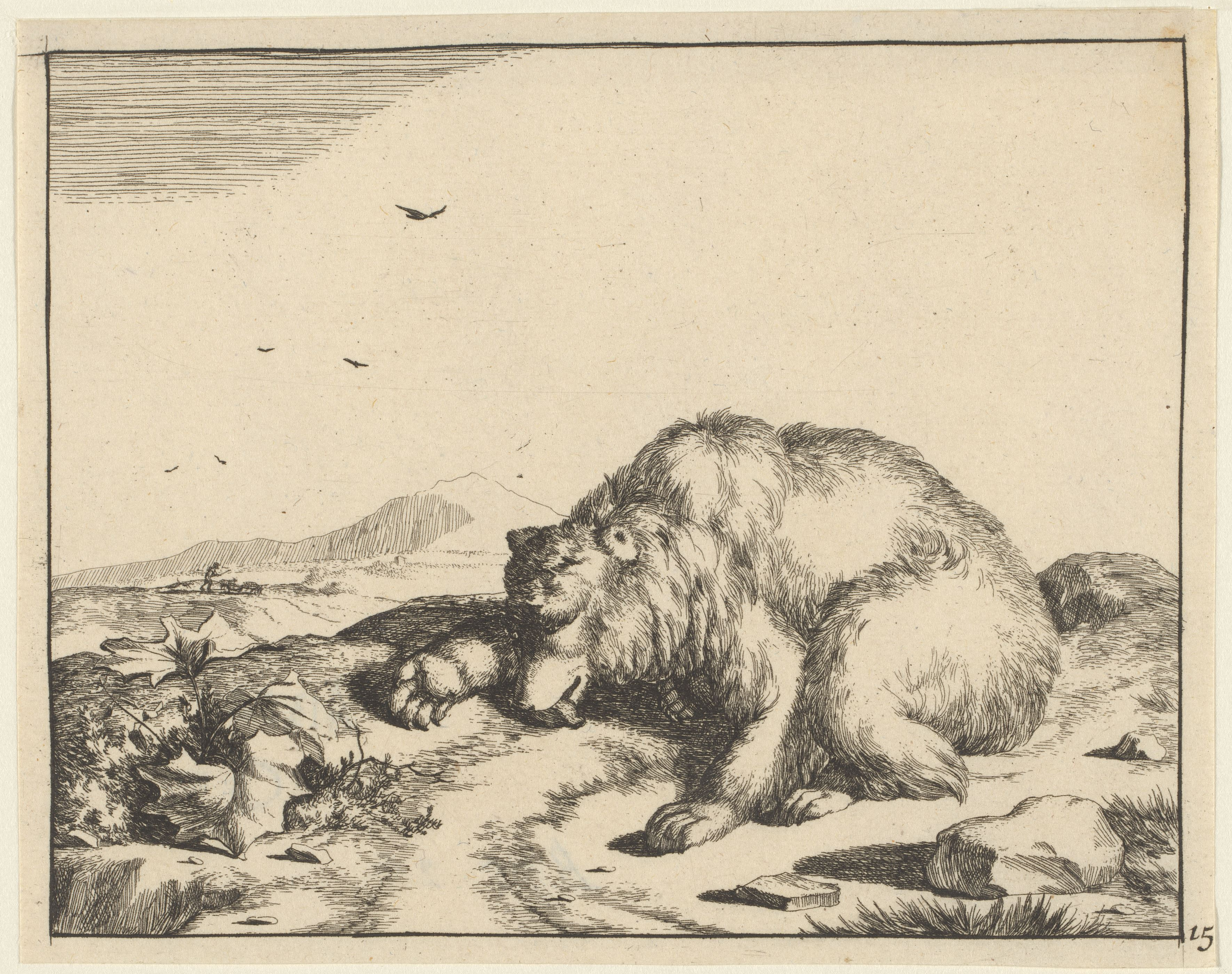
Grafika przedstawiająca niedźwiedzia autorstwa Marcusa de Bye z 1664 roku

Niedźwiedź zawsze zajmował szczególne miejsce w kulturze społeczeństw ludzkich, z którymi dzielił środowisko. Już od czasów prehistorycznych niedźwiedź był uosobieniem bóstwa. Pomimo kontrowersji związanych z czczeniem niedźwiedzi w czasach paleolitu środkowego odnaleziono liczne ślady czci w wielu społeczeństwach na całym świecie związane z polowaniem i czasem gwałtownymi rytuałami. Niedźwiedź uznawany był za zwierzęce alter ego człowieka, opiekuńczego przodka, symbol władzy, odnowy, przemijania pór roku, a nawet królewskości, ponieważ przez długi czas uznawany był symbolicznie za króla zwierząt w Europie. Z powodu bliskiego związania z animistycznymi, „pogańskimi” praktykami i tradycjami niedźwiedź i jego kulty były zwalczane przez Kościół katolicki podczas kolejnych ewangelizacji, co doprowadziło do stopniowej deprecjacji i demonizacji tego zwierzęcia, a ostatecznie do stworzenia z niego symbolu żarłoczności i głupoty w średniowieczu. Tradycje związane z niedźwiedziem przetrwały jednak w wielu społecznościach w regionach północnych takich jak Syberia, Laponia, wśród rdzennych Amerykanów i w Pirenejach, gdzie były szeroko badane przez etnologów. Niedźwiedź i pamięć o jego kultach silnie wpłynęły na wyobraźnie i na ogół kultury popularnej.
Niedźwiedź obecny jest w wielu mitologicznych i folklorystycznych opowieściach, niezwykłych dzięki dużej ilości podobieństw. Często jest on w nich przedstawiony wraz z młodymi kobietami, w których się zakochuje i które porywa, czasem po to by spłodzić z nimi dzieci obdarzone nadludzką siłą. Najważniejszymi aspektami są jego surowa siła i nienasycony apetyt seksualny, a także jego antropomorfizm, co czyni z niego pewnego rodzaju dzikiego człowieka i inicjatora płodnych związków. Wiąże się z nim wiele podań ludowych. W średniowieczu na przykład uważano, że samica długo liże swoje młode, które rodzą się niewykształcone do końca i przedwcześnie, aby je ożywić i nadać im kształt (stąd na przykład francuski termin „ours mal léché” (źle wylizany niedźwiedź), oznaczający osobę niegrzeczną i stroniącą od towarzystwa). Długo też wierzono, że zwierzęta te przeżywają swój zimowy sen liżąc swoje łapy. Niedźwiedź, będący symbolem Szwajcarii, Finlandii, Rosji i Kalifornii nadał swoją nazwę wielu miejscom, takim jak miasto Berno czy też dwóm konstelacjom. Zainspirował też przysłowia i popularne powiedzenia.

## Epoka prehistoryczna
W czasach prehistorycznych człowiek wraz z wieloma gatunkami niedźwiedzi koegzystowały ze sobą. Michel Pastoureau uważa, że „ludzie i społeczeństwa (…) wydają się być nawiedzani poprzez wspomnienie, mniej lub bardziej świadome, z tych odległych czasów, gdy wraz z niedźwiedziem dzielili te same przestrzenie i ofiary, te same lęki i jaskinie, czasami te same sny i legowiska”.

### Kult Niedźwiedzia

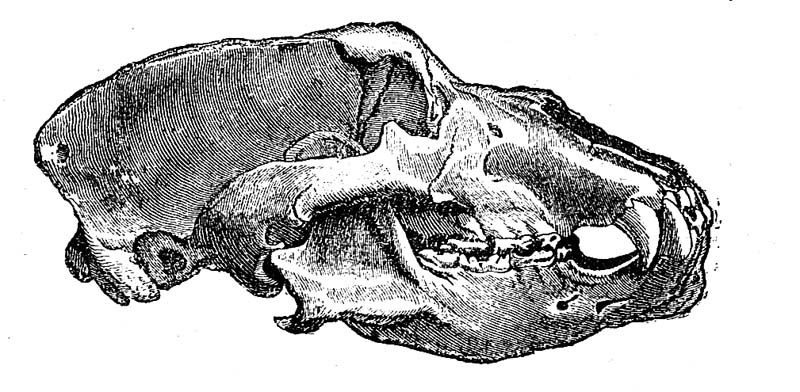
Czaszka niedźwiedzia jaskiniowego.

O Istnieniu religijnego i symbolicznego kultu niedźwiedzia w prehistorycznych jaskiniach wspomniane już było w 1920 roku. Później ślady tego kultu zostały odnalezione w wielu społeczeństwach w Europie, Ameryce północnej czy Azji, z niezliczonymi świadectwami na jego poparcie. Od kilku dekad trwa debata na temat kwestii jego starożytności w paleolicie środkowym między badaczami i historykami. Wśród nich są sceptycy tacy jak André Leroi-Gourhan i Frédéric Édouard Koby, którzy w obecności kości i czaszek niedźwiedzich obok ludzkich i w niektórych pozycjach widzą jedynie dzieło przypadku lub też traktują to jako wynik zjawisk tafonomicznych, które stworzyły legendę. Liczba kości niedźwiedzi znalezionych w tych jaskiniach wciąż jest bardzo duża, ale pozostaje pytanie, czy są to kości przyniesione przez ludzi czy też pochodzą od niedźwiedzi, które zmarły naturalnie. Według Michela Pastoureau kości i czaszki niedźwiedzi wydają się być celowo ułożone w określonych sposób a „zaprzeczenie, że niedźwiedź miał szczególny status byłoby przejawem złej wiary”. Jednak na początku XXI wieku prehistorycy zaprzeczający kultowi niedźwiedzia stanowili większość.
Najstarszy odnaleziony dowód możliwego związku między niedźwiedziem, a ludzką kulturą znajduje się w jaskini Regourdou w krainie historycznej Perigord, niedaleko Lascaux, gdzie w 1965 roku odkryto grobowiec ludzki datowany na 80 000 lat p.n.e. oraz grobowiec niedźwiedzia brunatnego pod tą samą płytą. Ta jaskinia uznawana była za prehistoryków jako „prawdziwe sanktuarium pozwalające rozwiązać problem kultu niedźwiedzia”. Zgodnie z teorią popieraną przez Christiana Bernadaca, zwierzę to mogło być „pierwszym bogiem czczonym przez ludzi”. W paleolicie górnym, około 30 000 lat p.n.e., dowody na symboliczne powiązanie człowieka z niedźwiedziem stają się mocniejsze, między innymi w jaskini Chauvet w Ardèche, gdzie znalezione zostały czaszki niedźwiedzie, prawdopodobnie specjalnie ułożone w rytualny sposób. Spożywanie mięsa niedźwiedziego w tamtym okresie również wydawało się być powszechne. 

### Sztuka prehistoryczna

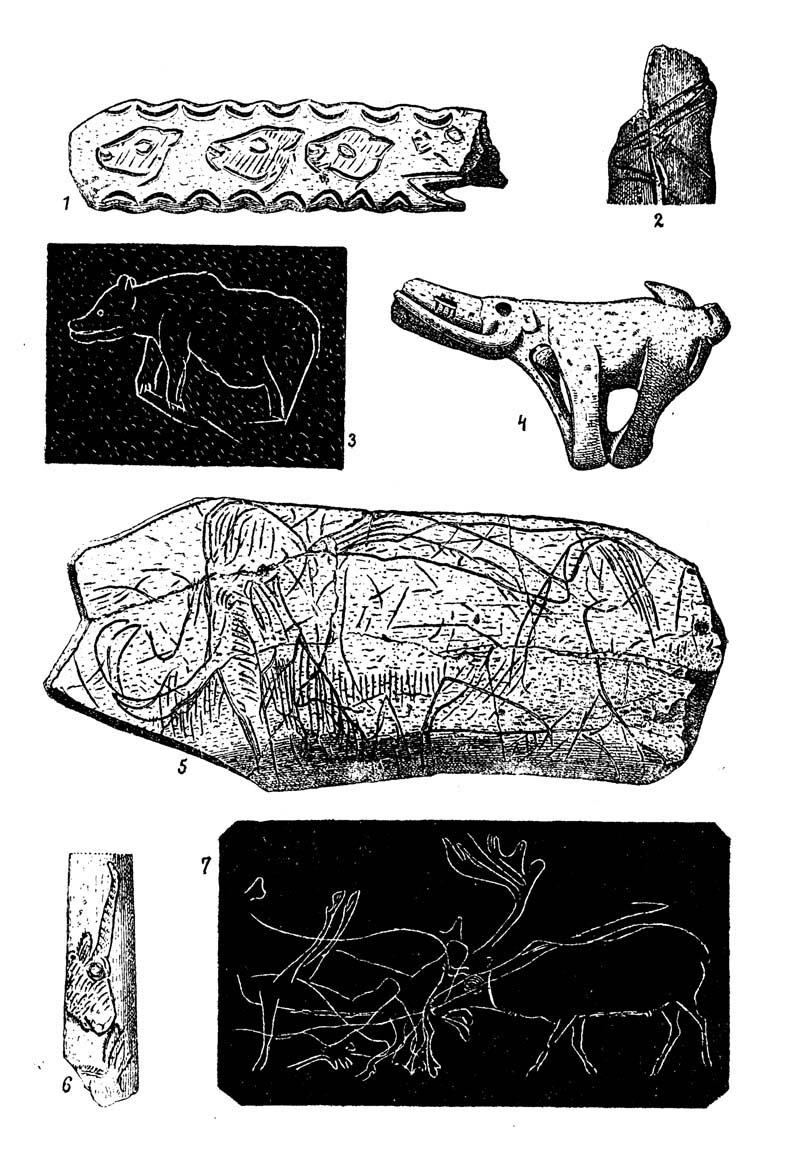
Różne przedmioty sztuki prehistorycznej przedstawiające zwierzęta, w tym (ryc. 3) duży niedźwiedź jaskiniowy.

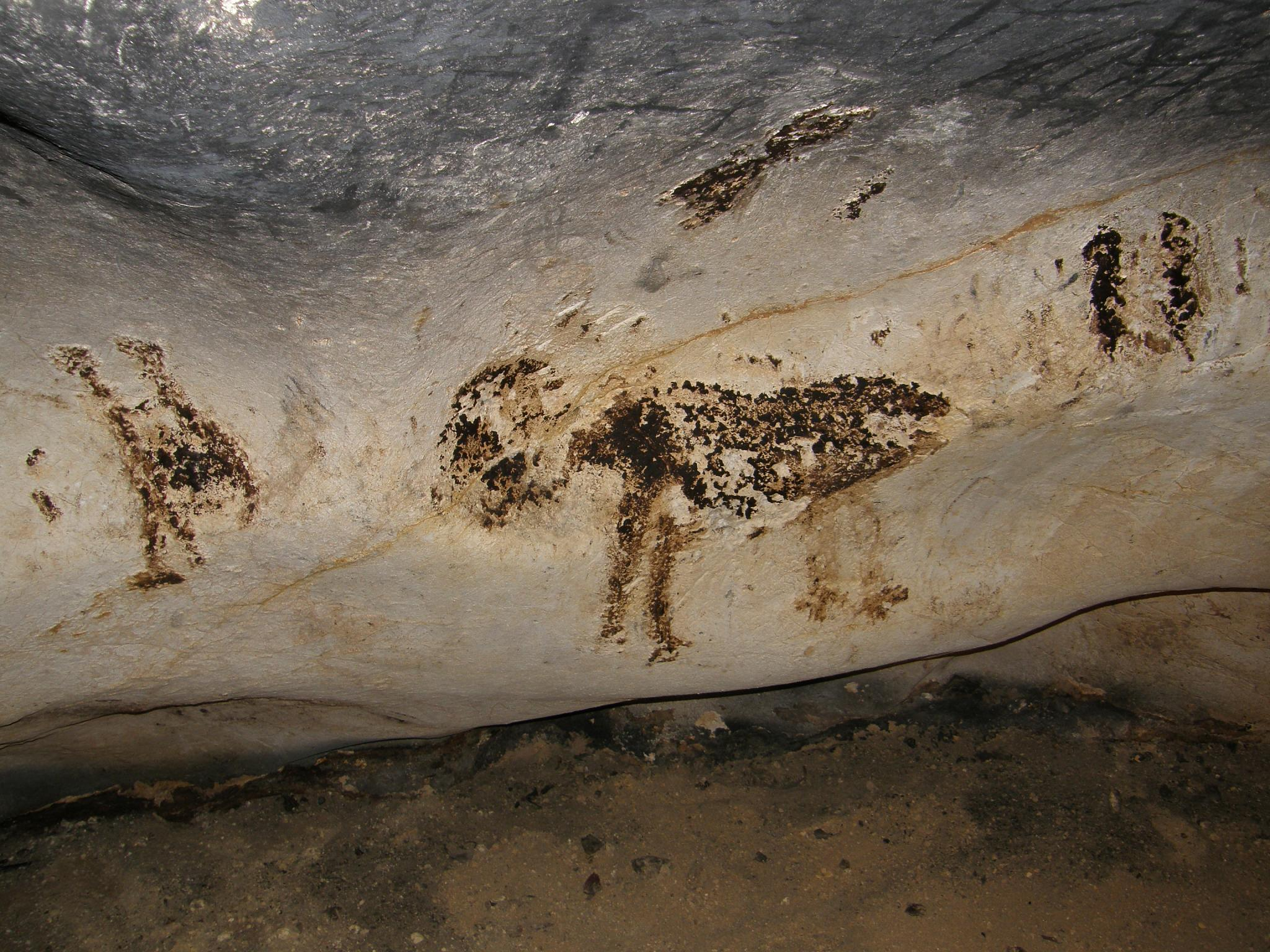
Malarstwo jaskiniowe znane jako "scena z niedźwiedziem" w jaskini Magoura.

Niedźwiedzie pojawiają się w sztuce jaskiniowej od 35 000 lat p.n.e. i stanowią około 2% rysunków zwierząt w zachodnioeuropejskich jaskiniach. Jaskinia Chauvet zawiera ponad piętnaście przedstawień niedźwiedzi, jednakże występują one tylko w jednej dziesiątej z trzystu znanych jaskiń paleolitycznych w 2007 roku, takich jak jaskinie Combarelles, Montespan i Trois-Frères, gdzie przedstawiona jest postać o cechach zarówno ludzkich jak i zwierzęcych posiadająca przednie łapy niedźwiedzia. Chociaż niedźwiedzie uczyniły jaskinie swoim ulubionym siedliskiem, prawdopodobnie nie były one zamieszkane przez ludzi dekorujących ich ściany. Słynna gliniana rzeźba przedstawiająca niedźwiedzia pochodzi sprzed około 15 000 lat i przez pewien czas uznawana była za najstarszy potwierdzony posąg.
Istnieją różne hipotezy dotyczące rysunków w jaskiniach. Francuski ksiądz Henri Breuil zasugerował rytuał ochronny przed polowaniem, ale ta koncepcja została odrzucona. Malowidła były też interpretowane jako przedstawienie mitów o pochodzeniu klanów lub jako emblematy totemiczne Ostatnio pojawiła się hipoteza sugerująca funkcję szamańską, a przedstawienia te miałyby odzwierciedlać wizje szamana podczas jego transu. W sztuce l’art mobilier niedźwiedzie były przedstawiane na wszystkich tradycyjnych nośnikach wyrazu takich jak materiały kamienne (płytki z łupka, wapienia), materiały kostne (kości, poroże renifera). Znane jest kilka glinianych modeli z Czech (ze stanowiska Dolní Věstonice).
W pracy naukowej obronionej w 2009 roku ukazano ponad 200 przedstawień niedźwiedzi w sztuce prehistorycznej, głownie przypisanych kulturze magdaleńskiej. Wydaje się, że niemożliwe jest rozróżnienie przedstawień niedźwiedzi jaskiniowych od niedźwiedzi brunatnych jedynie na podstawie ich wizualnej reprezentacji, która raczej podlegała chęci wyolbrzymienia lub uproszczenia form niż ścisłemu naturalistycznemu odwzorowaniu.

## Kulty i tradycje od starożytności do średniowiecza w Europie
Liczne ślady tradycji i kultów związanych z niedźwiedziem w starożytności wydają się pochodzić z tradycji „pogańskich” i dotyczą rytuałów przejścia oraz inicjacji, których ślady można znaleźć w opowieściach heroicznych, które miały wpływ na całą Europę.
Siła i waleczność niedźwiedzia brunatnego były cenione wśród zwierząt cyrkowych starożytnego Rzymu. Badano też zwyczaje tego zwierzęcia. W „Historii naturalnej” Pliniusza Starszego mowa jest o hibernacji, życiu niedźwiedzia zgodnie z rytmem pór roku, jego miłości do miodu, jego cechach antropomorficznych, a na koniec wspomniane jest, że „żadne zwierzę nie jest bardziej zdolne do czynienia zła”. Niedźwiedź posłużył jako inspiracja dla licznych autorów bestiariuszy i encyklopedii średniowiecznych oraz renesansowych.

### Grecka starożytność

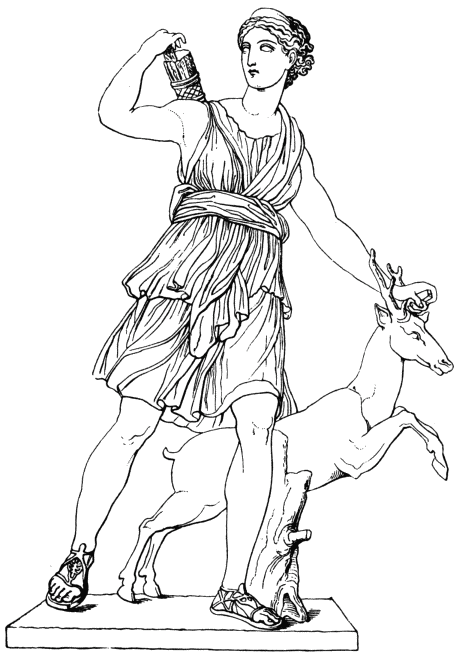
Bogini Artemida jest ściśle powiązana z niedźwiedziem.

Według Michela Pastoureau, choć autorzy mitologii greckiej nie wspominają bezpośrednio o swoich wierzeniach dotyczących niedźwiedzia, jest oczywiste, że to zwierzę miało szczególną symbolikę w starożytnej Grecji, o czym świadczą dowody zawarte w tekstach mitologicznych. Niedźwiedź nie był bogiem, lecz atrybutem niektórych bóstw. Najstarsza archetypowa legenda o niedźwiedziu jako miłośniku kobiet to historia Parysa, wychowanego przez niedźwiedzicę, który porywa Helenę i doprowadza do upadku Troi. Pauzaniasz wspomina również rytuał: wojownicy z Arkadii zakładali skóry niedźwiedzi przed wyruszeniem na wojnę przeciwko Sparcie.
Artemida jest czasem określana jako „bogini niedźwiedzi”. Rzeczywiście przyjmuje ona jego postać, a jej imię wywodzi się z indoeuropejskich korzeni oznaczających niedźwiedzia. Ponadto kapłanki jej świątyń (niektóre związane z legendą o niedźwiedziach) były czasami nazywane arktoi, co oznacza „małe niedźwiedzice".

Istnieje kilka wariantów mitu o nimfie Kallisto, która złożyła ślub czystości pod opieką Artemidy, a która została uwiedziona i oszukana przez Zeusa. Zaszła w ciąże i nie mogła ukryć swojego stanu, dlatego więc została trafiona strzałą Artemidy i wydała na świat swojego syna, Arkasa (którego imię znowu odnosi się do niedźwiedzia).

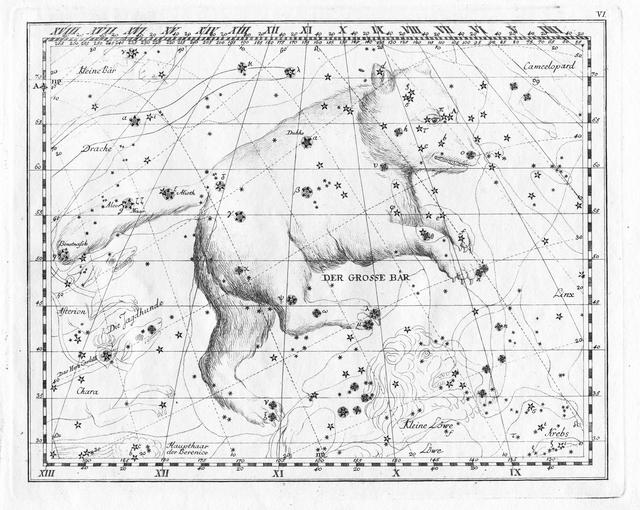
Niedźwiedź dał swoją nazwę dwóm konstelacjom, Wielkiej Niedźwiedzicy i Małej Niedźwiedzicy, związanym z legendą o Kallisto i Arkasie.

Arkas dorósł i został królem Arkadii. Podczas łowów dostrzegł swoją matkę w postaci niedźwiedzia i zamierzał ją zabić, kiedy Hera (lub Zeus) przemieniła Kallisto w gwiazdozbiór Wielkiej Niedźwiedzicy, a Arkas stał się gwiazdozbiorem Małej Niedźwiedzicy lub gwiazdą Arkturus. W zależności od wersji, oboje zostali ukarani przez Okeanosa, który skazał ich na krążenie wokół bieguna północnego bez możliwości odpoczynku, lub przez Herę, która zażądała tej kary.
Istnieje także stara wersja legendy o Ifigenii, w której zostaje ona uratowana od śmierci przez przemianę w niedźwiedzia zamiast w sarnę. Natomiast Atalanta miała zostać uratowana i wychowana przez niedźwiedzia po swoim narodzinach. Po jej małżeństwie z Hippomenesem, para zapomniała podziękować Afrodycie, która, według najpopularniejszej wersji, przemieniła ich w lwy. Istnieje jednak wersja, w której Artemida zmienia ich w niedźwiedzie. Parys, bohater wojny trojańskiej, również był karmiony przez niedźwiedzia. Wspomina się także o przypadkach namiętności między ludźmi a niedźwiedziami, na przykład Polyfonte miała Agriosa i Oriosa ze swojego związku z niedźwiedziem, a niedźwiedzica urodziła Akrizjosa z Cephalusa.